# 中橋耕平
中橋 耕平（なかはし こうへい、1987年7月6日 - ）は日本で活動するミュージカル俳優である。青森県青森市出身。劇団四季所属。

## 来歴
中学生のころに声楽を始め、青森県立青森東高等学校を経て昭和音楽大学で声楽を学んだ。大学4年時の2009年に劇団四季研究所へ入所し、2010年5月26日にJR東日本アートセンター四季劇場［秋］で上演されたサウンド・オブ・ミュージック東京公演のアンサンブル6枠役で初舞台出演を果たした。2013年にはこの年初演を迎えたリトルマーメイドのジェットサム役のオリジナルキャストとして出演した。

## 人物
趣味はプロ野球観戦で東北楽天ゴールデンイーグルスを応援している。
好きな食べ物は青森煮干しラーメンである。

## 主な出演作品
- サウンド・オブ・ミュージック（2010年アンサンブル6枠、2012年アンサンブル7枠）
- ユタと不思議な仲間たち（2011年ヒノデロ）
- リトルマーメイド（2013年ジェットサム、2019年シェフルイ）
- ジーザス・クライスト=スーパースター（2014年司祭2）
- ガンバの大冒険（2016年ノロイ）
- ノートルダムの鐘（2016年アンサンブル5枠）
- 王様の耳はロバの耳（2017年将軍ボイルドエッグ）
- オペラ座の怪人（2020年アンサンブル5枠）
- キャッツ（2021年アスパラガス＝グロールタイガー／バストファージョーンズ）

※括弧内の年は初出演年